# Eerste Kamerverkiezingen 2011/Kandidatenlijst/GroenLinks
De kandidatenlijst voor de Eerste Kamerverkiezingen 2011 van GroenLinks werd op een partijcongres op 5 februari 2011 door de aanwezige partijleden vastgesteld.

## Lijst
1. Tof Thissen
2. Tineke Strik
3. Marijke Vos
4. Ruard Ganzevoort
5. Margreet de Boer
6. Yolan Koster-Dreese
7. Harmen Binnema
8. Cees van Eijk
9. Jan Laurier
10. Brechtje Paardekooper
11. Kees Duijvestein
12. Ties de Ruijter
13. Han Warmelink
14. Michael Boddeke
15. Marten Wiersma